# Urh Kastelic
Urh Kastelic (født 27. februar 1996 i Brežice, Slovenien) er en slovensk håndboldspiller som spiller for Frisch Auf Göppingen og Sloveniens herrehåndboldlandshold.
Han deltog under EM i håndbold 2020 i Sverige/Østrig/Norge.